# Лож
Лож (словен. Lož) — поселення в общині Лошка Долина, Регіон Нотрансько-крашка, Словенія. Висота над рівнем моря: 589,7 м.